# سلطان صلاح الدين العويسي
سلطان صلاح الدين عويسي (14 فبراير 1931 - 29 سبتمبر 2008) هو سياسي هندي ينتمي إلى حزب مجلس عموم الهند لاتحاد المسلمين ونشط في منطقة تيلانغانا. شغل منصب عضو البرلمان عن حيدر آباد لمدة ست فترات متتالية حتى تقاعده في عام 2004.

## نشأته
والده هو عبد الواحد العويسي الرئيس الثالث لمجلس عموم الهند لاتحاد المسلمين، وبعد وفاة والده عام 1976 تولى صلاح الدين العويسي رئاسة المجلس خلفًا والده. صلاح الدين هو أب لثلاثة أبناء، وقد خلفه نجله الأكبر أسد الدين العويسي في قيادة الحزب، وهو رئيس الحزب الحالي، وابنه الثاني أكبر الدين العويسي عضو في الجمعية التشريعية لتيلانغانا.

## حياته السياسية
دخل صلاح الدين العويسي في السياسة عام 1958 في سن مبكرة للغاية وكان نشيطًا عندما سجن والده في نفس العام. قال صلاح الديم مرارًا في خطاباته أن الدولة الهندية «تخلت» عن المسلمين إلى مصيرهم، يجب على المسلمين الوقوف على أقدامهم، بدلاً من التطلع إلى مساعدة الدولة لهم، ويعتبر العويسي أقوى شخصية سياسية في حيدر آباد، حتى امتدت سلطته لحدود ولاية أندرا برديش.